# Rysslands presidentadministration
Rysslands presidentadministration, (ryska: Администрация Президента Российской Федерации) är Rysslands presidents verkställande organisation, grundad av Boris Jeltsin 1991.
Presidentadministrationens chef utses direkt av presidenten, och behöver inte godkännas av någon annan myndighet. Personalen utses i sin tur av administrationens chef. Nuvarande chef (sedan augusti 2016) är Anton Vaino. Administrationen sysselsätter omkring 2 000 personer.

## Historia
År 2004 genomförde Vladimir Putin en genomgripande administrativ reform av de ryska regeringsorganen samt presidentadministrationen. Både regeringen och presidentadministrationen skulle rationaliseras och bestå av färre nivåer. Presidentadministrationens chef hade tidigare haft åtta vicechefer, dessa reducerades till två. Den tidigare uppdelningen i huvuddirektorat och direktorat ersattes med 12 direktorat (ryska: Управление), med underlydande avdelningar (ryska: департаменты), (ett trettonde direktorat tillkom år 2005). Utöver direktoraten finns ett mindre antal apparater, vilka organisatoriskt har direktorats rang.

## Organisation
- Säkerhetsrådets apparat
- Presidentens rådgivares apparat
- Presidentens representanter i federala distriktens apparat
- Presidentens kansli
- Presidentens referenttjänst
- Statligt rättsliga direktoratet
- Kontrolldirektoratet
- Utrikespolitiska direktoratet
- Inrikespolitiska direktoratet
- Direktoratet för kaderfrågor och statliga utmärkelser
- Direktoratet för frågor rörande statlig tjänst
- Direktoratet för säkerställande av medborgarnas konstitutionella rättigheter
- Direktoratet för tillhandahållande av information och dokument
- Direktoratet för arbete med medborgares hänvändelser
- Direktoratet för presstjänst och information
- Protokolls- och organisationsdirektoratet
- Expertdirektoratet
- Direktoratet för interregionala och kulturella kontakter med utlandet